# Ceratandra venosa
Ceratandra venosa är en orkidéart som först beskrevs av John Lindley, och fick sitt nu gällande namn av Rudolf Schlechter. Ceratandra venosa ingår i släktet Ceratandra och familjen orkidéer. Inga underarter finns listade i Catalogue of Life.